# Rosa Dorothea Ritter
Rosa Dorothea Ritter, född 1759, död 1833, var mätress till Vilhelm I av Hessen 1779-1788. 
Hon var dotter till Johann Georg Ritter och Maria Magdalena Witz. Hon blev den andra av tre mätresser till Vilhelm I, och fick åtta barn under sin tid som mätress. Bland dem märks Carl och Julius von Haynau. Hon efterträdde Charlotte Christine Buissine. Då hon 1788 fick barn vägrade dock Vilhelm I att erkänna barnet som sitt och spärrade in henne på slottet Babelhausen för otrohet. Hon slapp senare ut och gifte 1794 om sig med kammarrådet Johann Georg Kleinhans. Hon efterträddes av Karoline von Schlotheim.